# Heideniere

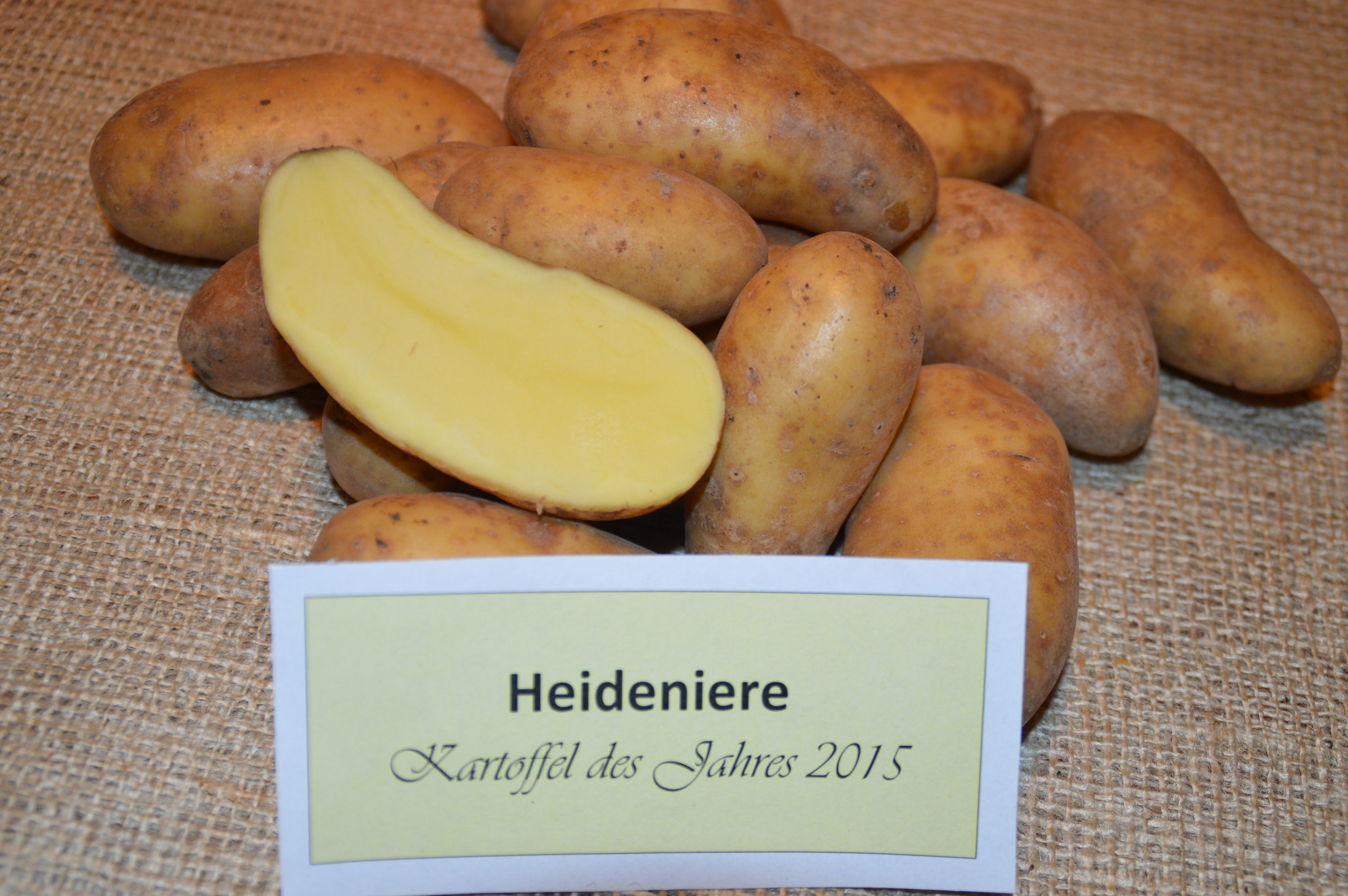
Heideniere

Die Heideniere ist eine Kartoffelsorte, die ihren Namen vom Ort ihrer Züchtung (Lüneburger Heide) und ihrer Form, die an die menschliche Niere erinnert, erhalten hat.
Sie zeichnet sich durch einen feinwürzigen, speckigen Geschmack aus und reift mittelfrüh, hat eine tiefgelbe Fleischfarbe, gelbe Haut und ist festkochend. Diese Sorte ist widerstandsfähig gegen Knollenfäule und lässt sich gut einlagern.
Zu ihrer Einführung wurde die Heideniere als Speisekartoffel mit besten Eigenschaften als Salz-, Salat- und Bratkartoffel gepriesen. Außerdem ist sie gut geeignet für die Herstellung von Pommes frites, wenn auch die Form dies ein wenig schwer macht.
Sie ist eine Kreuzung aus Erstling und Joks, beides Kartoffeln, die nicht mehr in der 2014er Sortenliste zu finden sind.
2015 wurde sie durch den Arbeitskreis Kartoffel des Jahres aus sechs Sorten zur „Kartoffel des Jahres 2015“ gekürt. Die Nominierung trägt dem Anspruch Rechnung, dass Sortenvielfalt ein schützenswertes Kulturgut ist.
Die Anbaufläche belief sich 2014 auf weniger als zehn Hektar.

## Geschichte
Die Kartoffelbauern aus Soltau, Deutschland erhielten 1953 die Erstzulassung für diese Spezialsorte. Bereits 13 Jahre später verschwanden sie jedoch wieder, da der Markt Massenkartoffel und keine Spezialsorten verlangt. 1996 wurde die Kartoffel durch den Verein zur Erhaltung und Rekultivierung von Nutzpflanzen (VERN) reaktiviert. Im Jahre 2011 wurden sie wieder zugelassen.